# لباب
لباب یک روستا در ایران است که در دهستان دره‌کاید واقع شده‌است. لباب ۱۲۸ نفر جمعیت دارد.